# Zoroastrismus

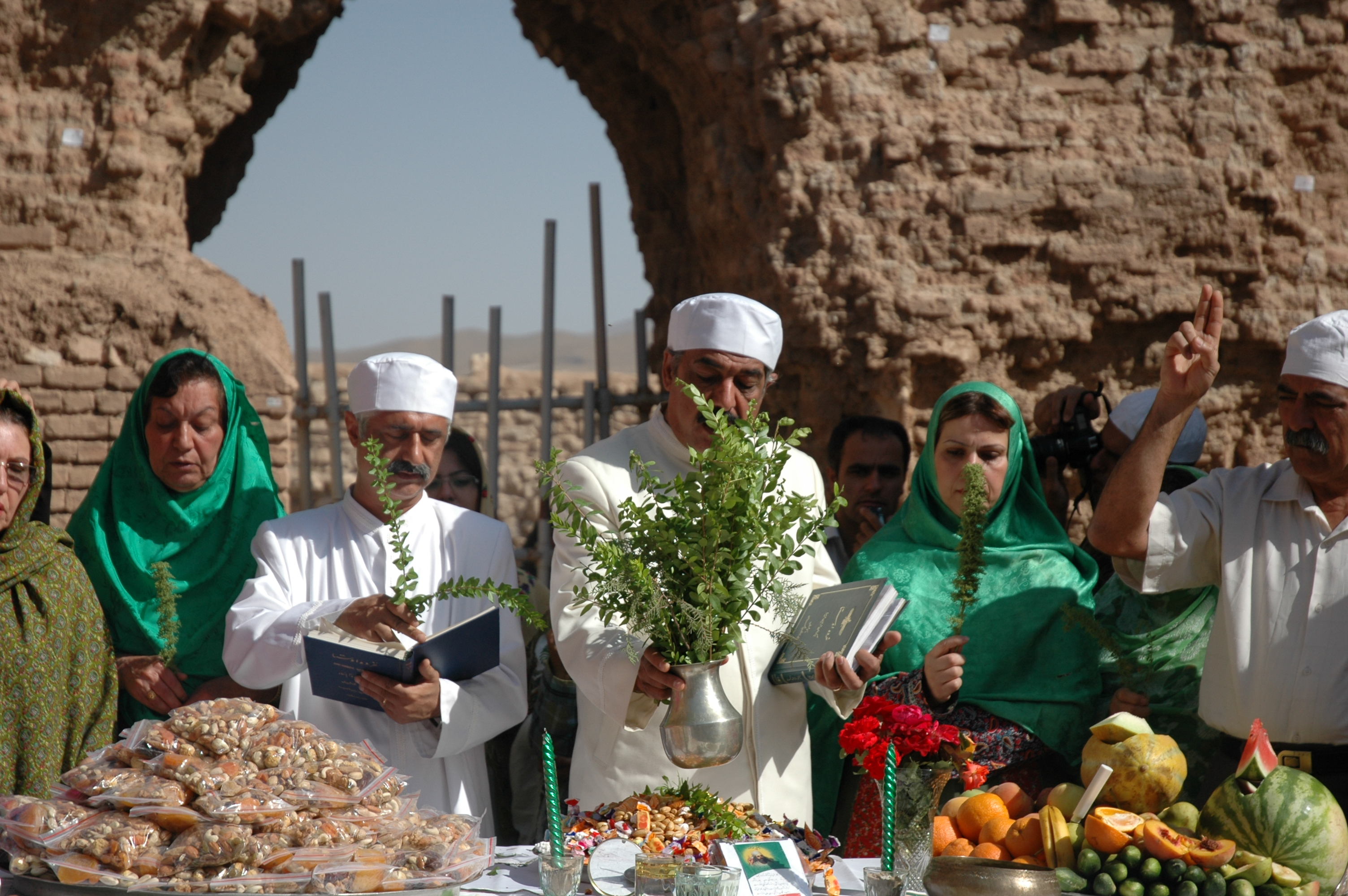
Zarathuštrická oběť před troskami sasánovském chrámu v íránském Tacht-e Sulejmán, 2008

Zoroastrismus nebo zarathuštrismus, také mazdaismus, je íránské (perské) dualistické náboženství založené podle tradičního podání prorokem Zarathuštrou (řecky Zoroaster). Termín pársismus, odvozený od Pársů neboli „Peršanů“, se vztahuje primárně na zoroastriány žijící v Indii. Vyznavači tohoto světového náboženství uctívají Ahura Mazdu, a jemu podřízená božstva jako jsou Ameša Spentové a jazatové, kteří následují Ašu „Pravdivost“ a stojí v opozici vůči Angra Mainjuovi a jeho démonických služebníkům daévům, kteří následují Drudž „Klamství“. Významné místo zaujímá také kult ohně. Ústředním náboženským textem je Avesta, kromě toho existuje velké množství náboženské literatury z doby Sasánovské říše psané středopersky, jako Dénkart nebo Bundahišn, a taktéž pozdější díla. Přestože je od 7. století počet jeho vyznavačů velice nízký, je pravděpodobné, že mělo vliv na velká monoteistická náboženství: judaismus, křesťanství a islám. Ze zoroastrismu také vychází zaniklá náboženství manicheismu a mazdakismu.

## Terminologie

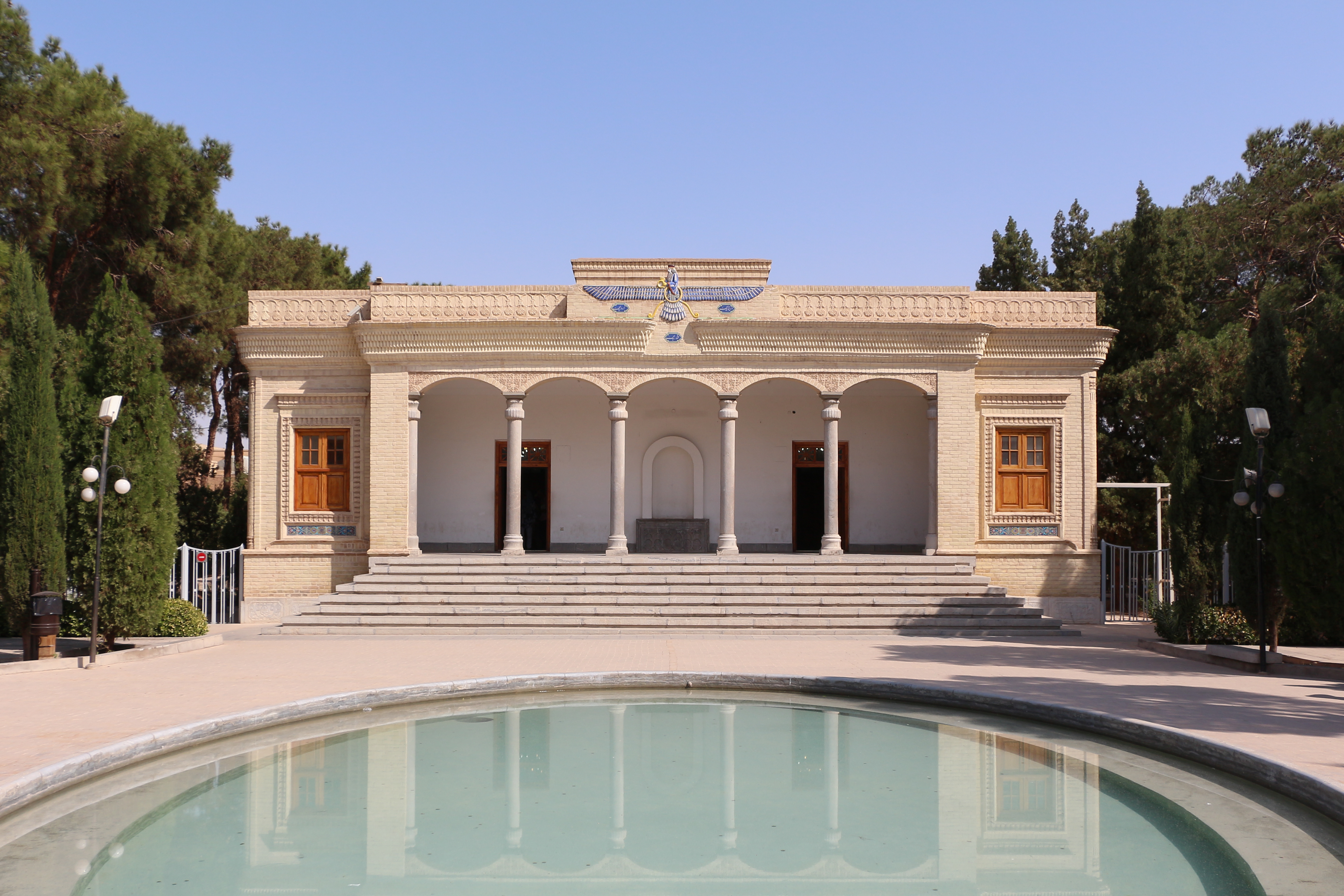
Jazd Átaš Bahrám, ohňový chrám v íránském Jazdu

Samotní zoroastristé se sami označují avestánským výrazem mazdajasna „uctívači Mazdy“, středopersky mázdésn, a své náboženství nazývají mazdajasna daéna „víra uctívačů Mazdy“, středopersky dén í Mázdésn. Výraz jasna „obětování“ označuje ústřední zoroastrický obřad a taktéž část Avesty obsahující text recitovaný při tomto rituálu. Výraz daéna „(náboženské) nazírání, víra“ označuje náboženské smyšlení člověka a etickou stránku jeho myšlenek a činů, především rituálních úkonů. Z jména nejvyššího božstva vychází i západní termín mazdaismus, který ale také někdy používán pro íránské náboženství před Zarathuštrovým působením.

## Stáří a původ

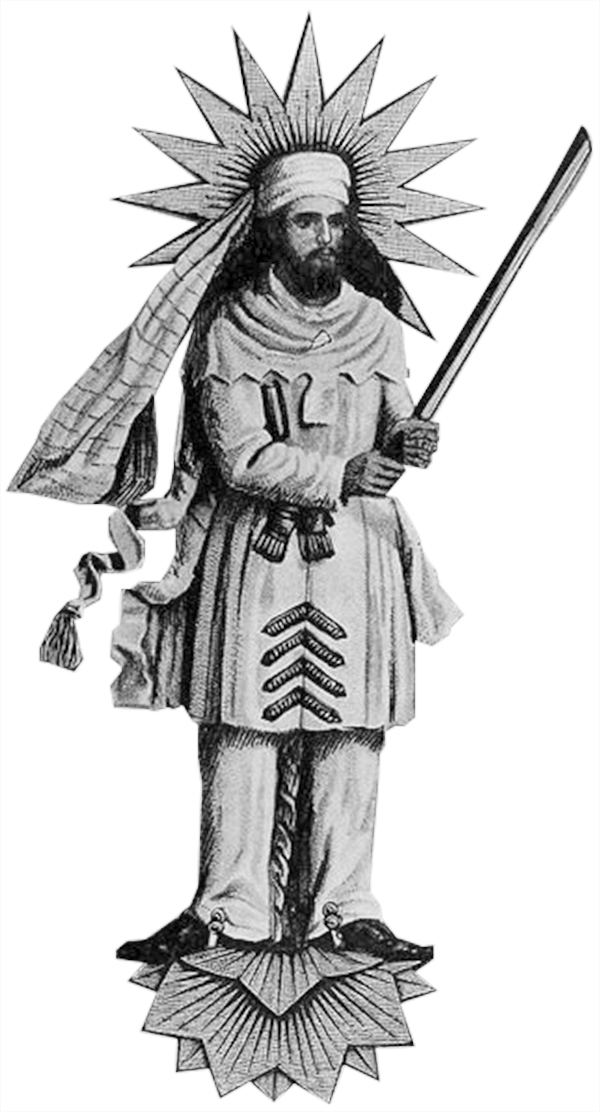
Zarathuštra, ilustrace z 18. století

Počátky zoroastrismu jsou stejně jako život jeho zakladatele jsou v závislosti na badateli kladeny do širokého časového rámce: zhruba mezi 15. a 6. století př. n. l., kdy měla snad proběhnout jakási reforma tradičního íránského náboženství. K tomuto procesu došlo pravděpodobně ve východní části íránského areálu, snad v Sogdianě nebo Chorasmii. Předmětem sporů je zda byl zoroastrismus dominantním náboženstvím Achaimenovské říše (6. až 5. století př. n. l.) a stejně tak může být otázkou zda byl v pravověrné podobě rozšířen v Parthské říši (3. století př. n. l. až 3. století n. l.). Nepochybný je zoroastriánský charakter následné Sasánovské říše, ale po dobytí Íránu muslimskými Araby v polovině 7. století začal počet vyznavačů klesat a zachovaly se jen nepočetné komunity. Nejznámější z nich jsou indičtí Pársové.
Doba vzniku zoroastrismu je sporná, stejně jako je sporné, kdy žil historický prorok Zarathuštra. Ještě donedávna se předpokládalo, že se tak stalo kolem roku 600 př. n. l. na území střední Asie, avšak filologický rozbor[zdroj?] nejstarších posvátných textů ukazuje, že počátky nauky sahají snad až do 2. tisíciletí př. n. l. To činí ze zoroastrismu jedno z nejstarších náboženství světa. Zoroastrismus se nejúspěšněji ujal v Íránu a v některých částech Afghánistánu. Tato území obývali Protoíránci, kteří tu zůstali při přesunu kmenů do Indie. O jejich původním náboženství se nezachovalo mnoho poznatků, ale z podobností védského náboženství se zoroastrismem lze usuzovat, že védy i zoroastrismus čerpají ze stejného pramene. Do zoroastrismu pronikají jména některých původních božstev, jen zde sehrávají jinou úlohu. Například protoíránské označení pro bohy, daivové, nabývá v posvátném spise Avesta významu démoni.

## Zarathuštrovo dílo a náboženská reforma
Zarathuštra je autorem nejstarších částí Jasny, tzv. „zpěvů“ Gáth. Jejich jazyk nejspíš nebyl přímo jeho mateřštinou, značné shody v dikci se staroindickými památkami naznačují existenci „kněžského“ jazyka. Zarathuštrova reforma spočívá v tom, že odvrhl starší polyteismus a za jediného svrchovaného boha označil „vládce-moudrost“ Ahuru Mazdu. Zarathuštra tvrdil, že se mu zjevil jako dobrý, spravedlivý bůh, odměňující dobro a trestající zlo. Ahura Mazda je zároveň nejvyšší pravdou, je nesmrtelný a nedělitelný. Má tedy základní božské atributy.

## Učení zoroastrismu

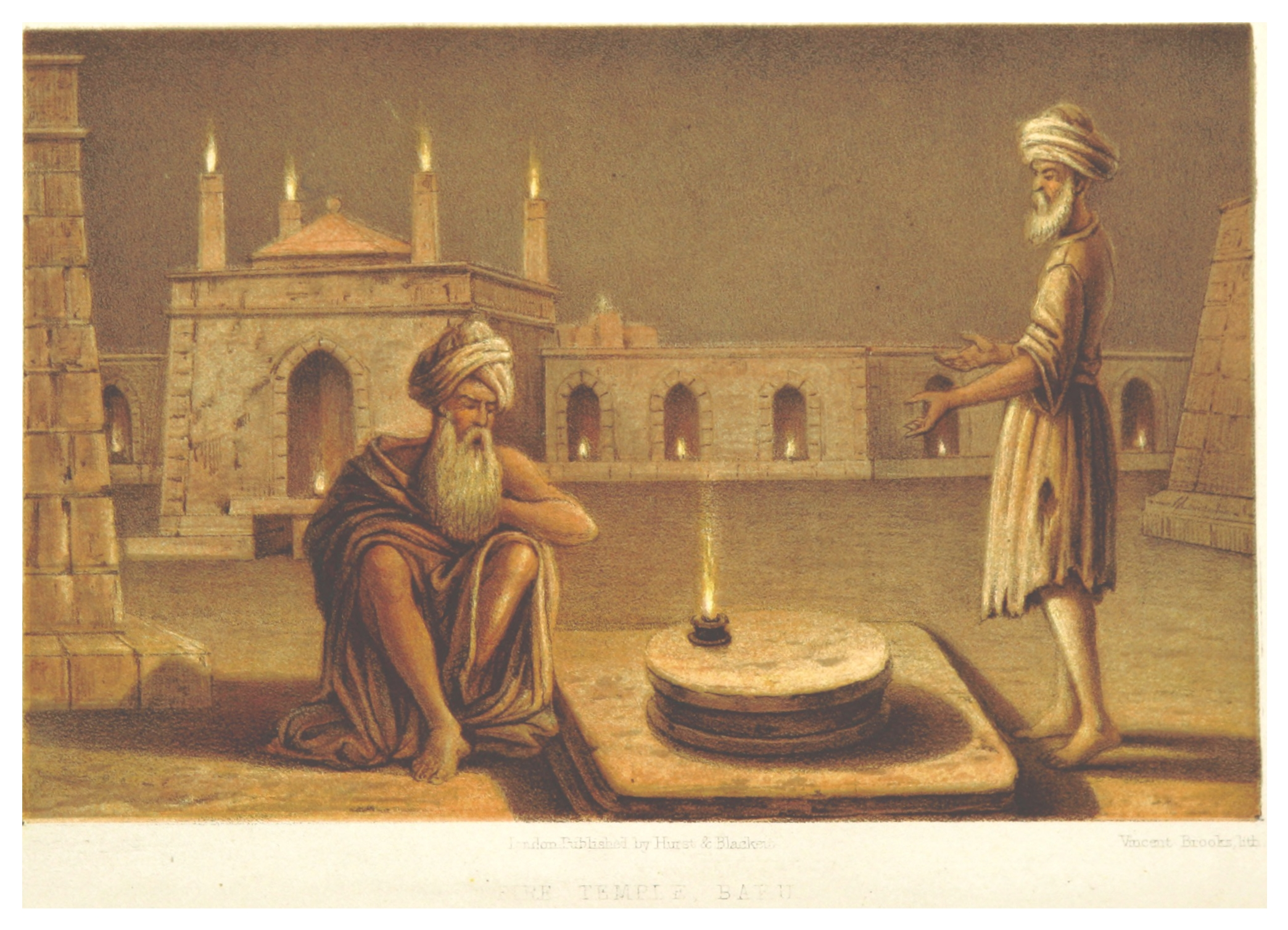
Zoroastrovský ohňový chrám v Baku, ilustrace k britskému cestopisu A journey from London to Persepolis od Johna Usshera, 1860

Učení zoroastrismu je v nejpůvodnější formě podáno v knihách Avesty. Skutečností, která dala počátek všemu jsoucnu, je praprincip chápaný jako čistě duchovní bytost (Ahura Mazda), ale zároveň princip rozdvojený v sebeafirmaci (Spenta Mainju) a sebenegaci (Angra Mainju). Jsou to dva zabsolutizované protiklady, které vyplývají z působení praprincipu a podmiňují existenci pohybu. V zurvanistické odnoži zoroastrismu podmiňuje Óhrmazd (z avestánského Ahura Mazda) bytí, zatímco Ahriman (z avestánského Angra Mainju) ztělesňuje jeho popření. Proti tomu se staví Óhrmazd a z negace popření vyplývá další bytí. Proti bytí znovu působí Ahriman, a tak se donekonečna srážejí protiklady, jež udržují existenci neosobní – později personifikované – praskutečnosti. Celý tento proces vykládají jednotlivé náboženské proudy v zoroastrismu jako odvěký boj protikladných činitelů – dobrého a zlého.
Kevin Burns toto učení hodnotí jako tolerantní, mírumilovné, svobodomyslné, vyznávající odpovědný vztah k přírodě.

### Dualismus dobra a zla

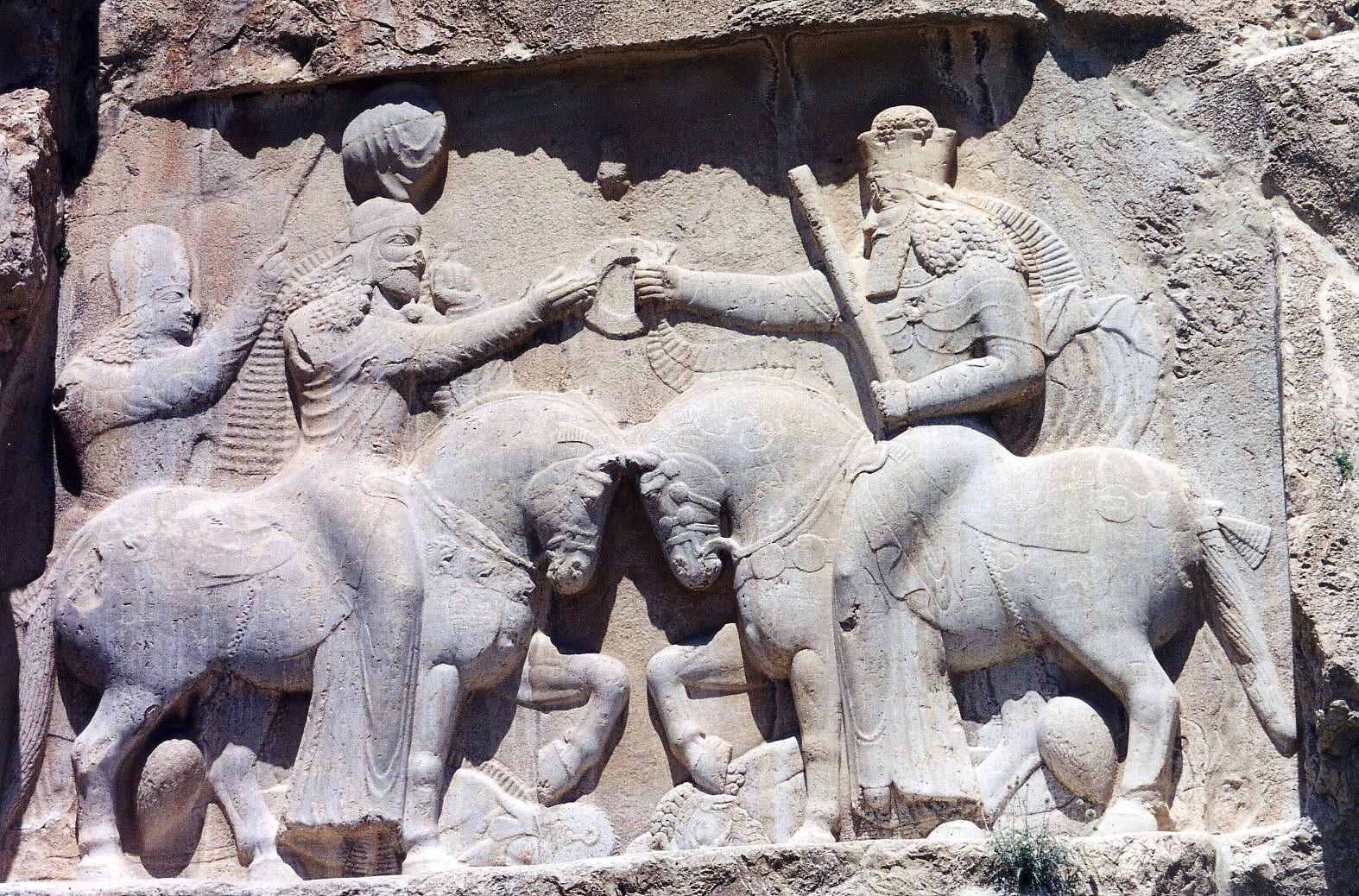
Ahura Mazda (vpravo) korunuje sasánovského krále Ardašíra, reliéf ze skalní stěny Nakš-e Rustam, 3. století

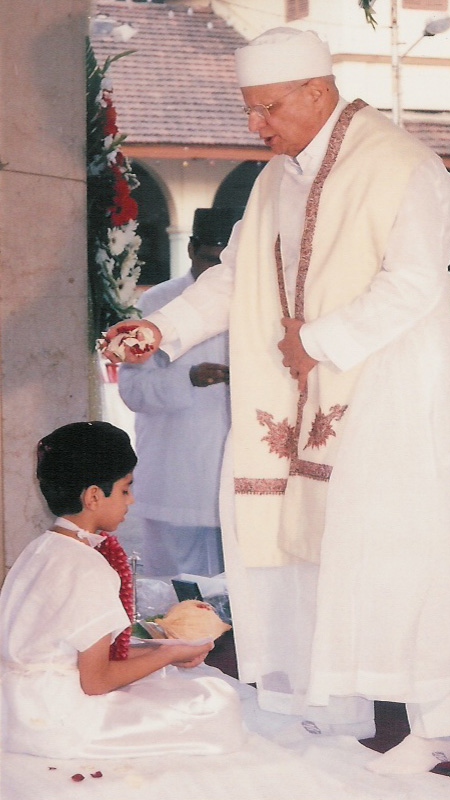
Párský kněz během obřadu zasvěcení do zoroastrovské víry

Při takovéto koncepci nejvyšší bytosti se Zarathuštra musel nutně střetnout s problémem, jak vysvětlit zlo na světě. Ahura Mazda jako nejvyšší dobro, spravedlivý a moudrý Bůh, nemohl být původcem zla. Podle Zarathuštrových představ stvořil Ahura Mazda na počátku dvě bytosti, dvojčata Spenta Mainju a Angra Mainju, které byly plodem jeho mysli. Spenta Mainju se rozhodl konat dobro, stal se Ahura Mazdovým duchem, zatímco Angra Mainju se vyvinul v představitele a původce zla. Ne proto, že by jeho povaha byla zlá, ale proto, že si sám zvolil takovou cestu. Spenta Mainju a Angra Mainju jsou dvě síly, které spolu neustále zápasí. Je však nutné je chápat v jejich celistvosti, nemohou existovat odděleně. Představují světlo a tmu, den a noc. Tento dualismus způsobuje, že se na světě stále objevují nové pozitivní i negativní síly, které stojí buď na straně Spenta Mainju, anebo Angra Mainju a navzájem spolu bojují. 
Dobří duchové jsou souborně nazýváni améša spentové (nesmrtelní svatí) a zosobňují Ahura Mazdovy vlastnosti. Po boku Angra Mainju vystupují daivové (démoni). Zarathuštra nabádá lidi, aby se rozhodli konat dobro. Pokud činí nepravosti, spolupracují s Angra Mainjou a opakují jeho volbu. Důležitým momentem je v zoroastrismu právě možnost, dokonce nutnost svobodné volby. Člověku se tak dostává morální zodpovědnosti za jeho činy.

### Členění sil dobra a zla
```
                         

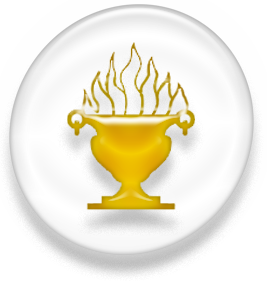
Symbol zoroastrismu

Faravahár, zoroastrický symbol

Ahura Mazda (nejvyšší božstvo)

            
Spenta Mainju
                       
Angra Mainju

         (svatý duch Ahura Mazdy)                 (zlý duch)

          
Améša spentové
                                     
Daivové

• Kšathra Vairja - duch moci                        • Aka Manah     - démon zlé mysli
• Aša Vahišta    - duch práva                       • Indra         - démon války
• Haurvatád      - duch zdraví                      • Saurva        - démon destrukce
• Vohu Manah     - duch dobré mysli                 • Náonhaitja    - démon nájezdnictví
• Spenta Ármaiti - duch zbožnosti                   • Tauru         - démon temnoty
• Ameretát       - duch nesmrtelnosti               • Zairi         - démon opilství
• Jazatové       - nižší božské bytosti             • nižší daivové
```

### Eschatologie

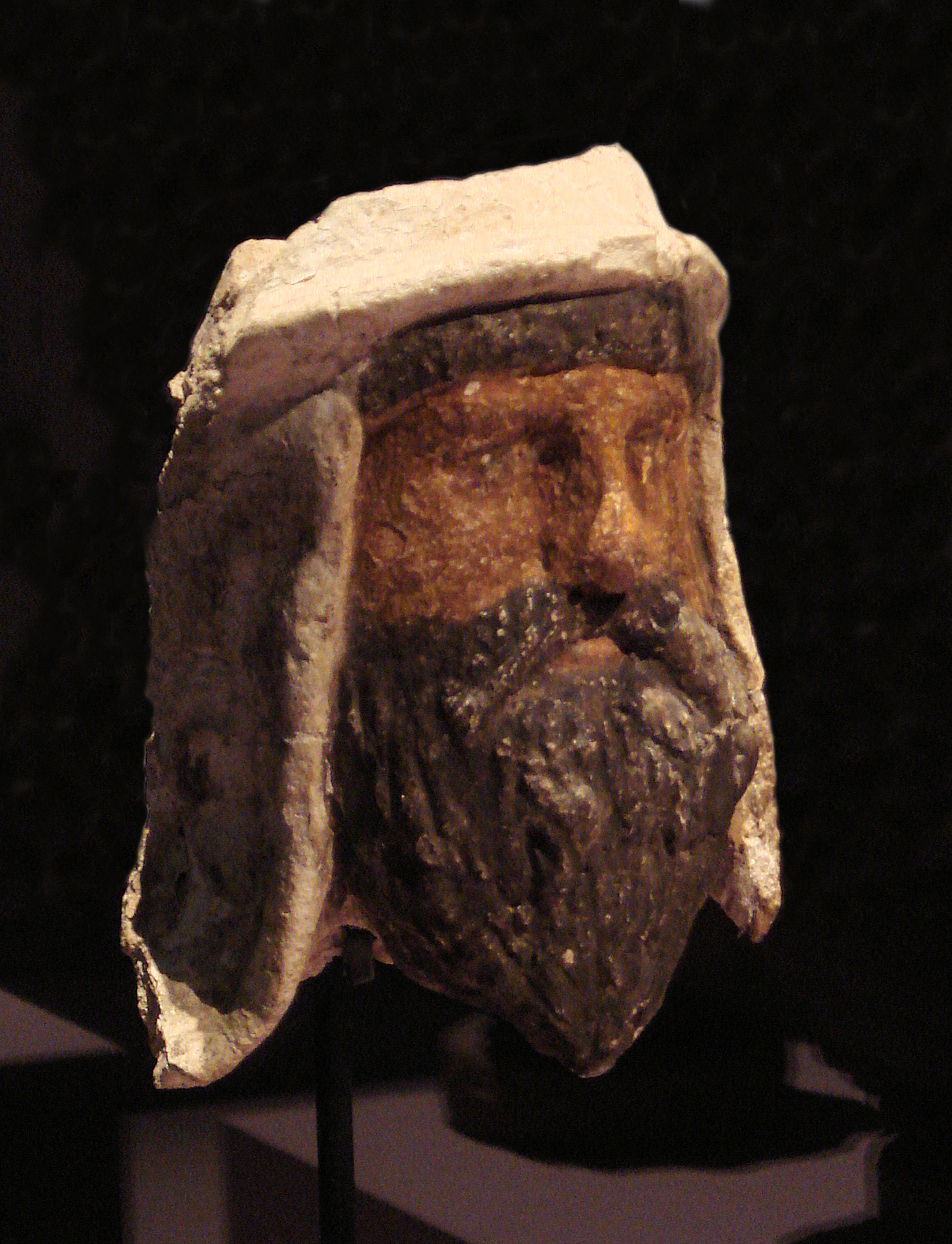
Alabastrová hlava zoroastrovského kněze z Baktrie (dnešní Tádžikistán), 2.–3. století př. n. l.

V zoroastrismu se život lidí dělí na tělesný a duševní. Duše (urván) přežije i zánik tělesné schránky člověka. Její další úděl závisí na tom, jaký žila život, jak volila mezi dobrem a zlem.
Spravedlivý člověk smí vstoupit přes most soudu (čhinvad-púl) do domu hymnů (garó-demána), obývaném Ahura Mazdou i ostatními spravedlivými. Do domu hymnů je provázen krásnou Daénou, tvořenou z jeho dobrých myšlenek.
Duše nespravedlivého člověka bude naopak provázena ošklivou dívkou, jež je stejně tak výtvorem jeho myšlenek. Daéná představuje lidské svědomí, ať už dobré či zlé, reprezentuje vlastní Já té které osoby.
Oddělení dobrých duší od špatných se odehrává na mostě, přes který jsou převáděny. Utrpení či blaženost jsou přímo úměrné skutkům, vykonaným během života. Pokud jsou tyto skutky v rovnováze, je stav blaženosti a utrpení neutrální. Z dochovaných pramenů není zcela jasné, zda duše zemřelého bude v tomto stavu setrvávat věčně.

### Poslední soud
V zoroastrismu nacházíme též popis posledního soudu (podobně jako v křesťanství), jemuž bude předcházet souboj sil dobra, zastoupených spasitelem Saošjantem, se silami zla. Po vítězství Saošjanta dojde ke vzkříšení mrtvých, spravedlivých i nespravedlivých. Nespravedliví budou očištěni ohněm, aby mohli vstoupit spolu se spravedlivými do stavu blaženosti. V zoroastrismu se hovoří až o čtyřech spasitelích, kteří mají postupně vykonávat své dílo. Spasení završí teprve poslední z nich, jenž se má narodit z panny oplodněné Zarathuštrovým semenem, uloženém v jistém jezeře, kde se panna bude koupat.

## Smrt a pohřbívání, věže mlčení

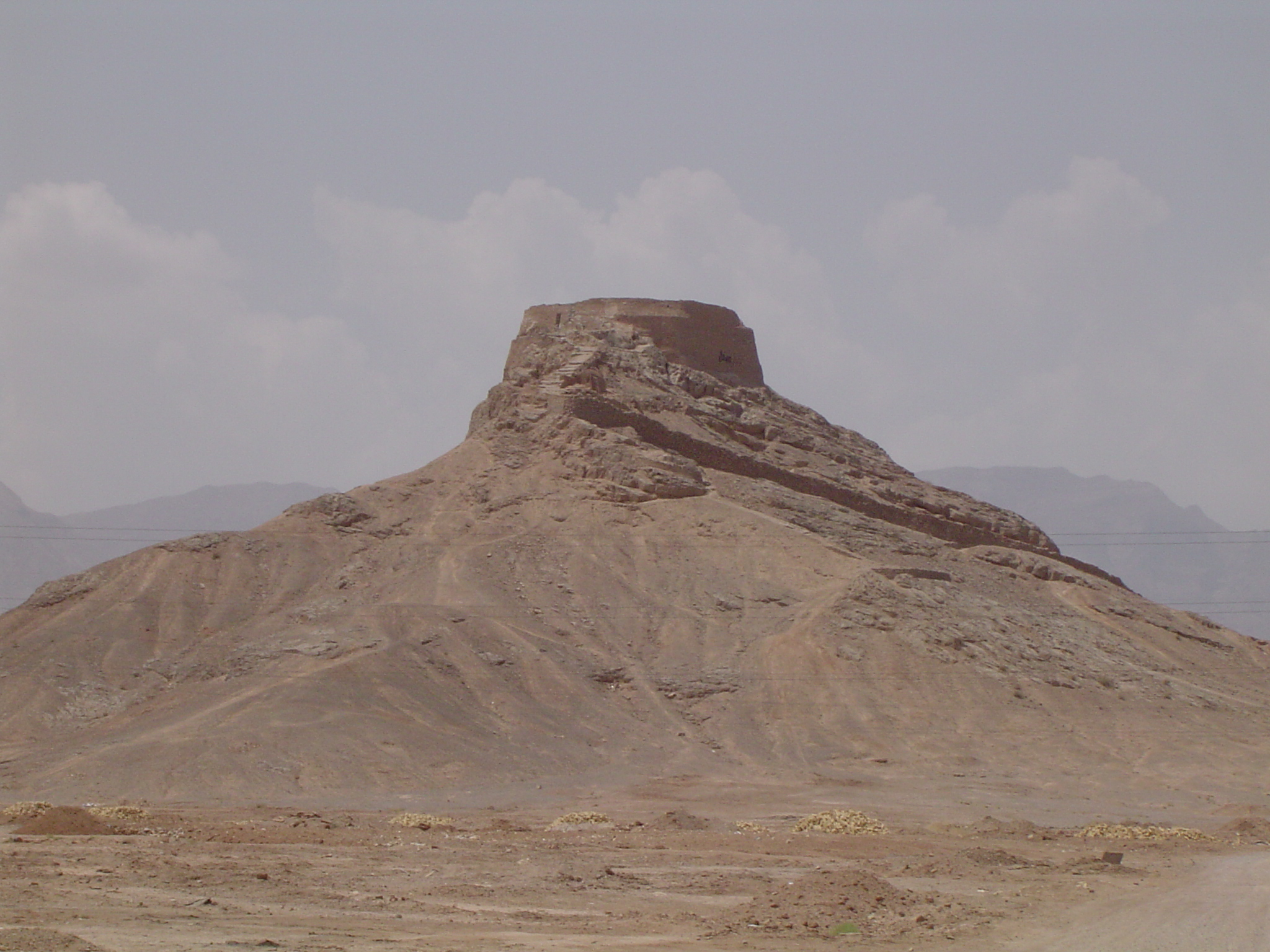
Věž mlčení v Jazdu

Pro zoroastriány je užívaní charakteristických vyvýšených mohyl s plochým vrškem zvaných věže mlčení, které slouží k pohřbívání mrtvých. Dnes je tento způsob praktikován už jen u komunity indických Pársů na Malabárském vršku v Bombaji. Zoroastriánské pohřbívání spočívá v tom, že se mrtvé tělo považuje za nečisté a není možné jej spálit ani uložit do země, ale je pokládáno na onen plochý vrchol věže, kde se stává potravou divokých ptáků, zatím co duše zemřelého dle představ zoroastriánů odchází do nebe po slunečních paprscích. Vybělené kosti se později ukládají do jámy ve středu věže. Pohřbívání ve věžích mlčení bylo v Íránu zakázáno v 50. letech 20. století.

## Oslavy svátků

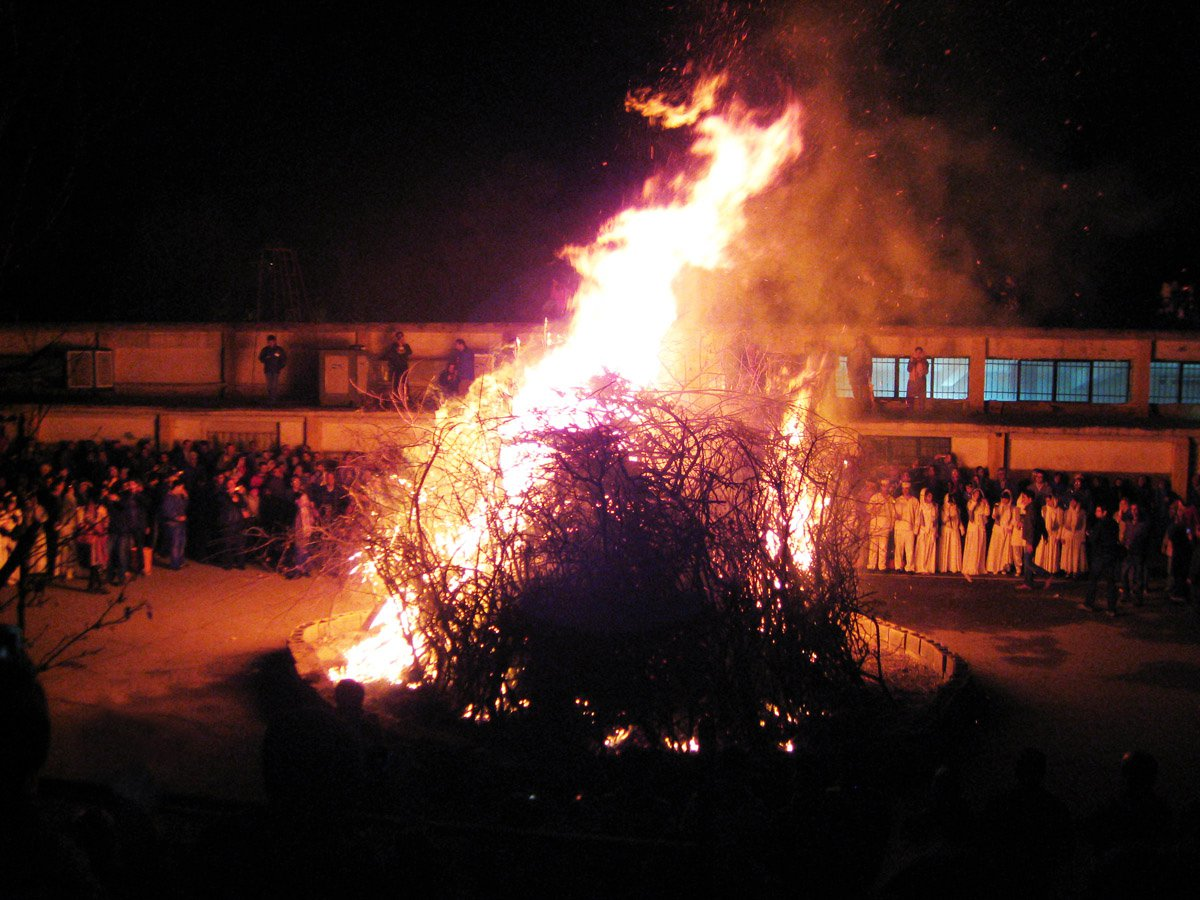
Pálení ohňů na svátek Sada, který navazuje v íránském Teheránu. Svátek je slaven i zarathuštristy a navazuje na předislámské tradice.

Vzhledem k historickému a geografickému vývoji zoroastrismu existují 3 různé kalendáře, tedy i 3 různé doby oslavy svátků:
- kalendář Faslí
  - vždy na jarní rovnodennost (okolo 21. března – Džamšédí Nourúz, v kalendáři Faslí zoroastrijský Nový rok
  - vždy 5 dní po jarní rovnodennosti (tj. okolo 26. března) – Chordád Sal, v kalendáři Faslí den narození proroka Zarathuštry
- kalendář Qadímí
  - vždy 20. července – Džamšédí Nourúz, v kalendáři Qadímí zoroastrijský Nový rok
  - vždy 25. července – Chordád Sal, v kalendáři Qadímí den narození proroka Zarathuštry
- kalendář Rasmí
  - 19. srpna 2010 – Džamšédí Nourúz, v kalendáři Rasmí zoroastrijský Nový rok, dále pak 19. srpna 2011, 18. srpna 2012, 18. srpna 2013, 18. srpna 2014
  - vždy 24. srpna – Chordád Sal, v kalendáři Rasmí den narození proroka Zarathuštry

## Zoroastrismus dnes

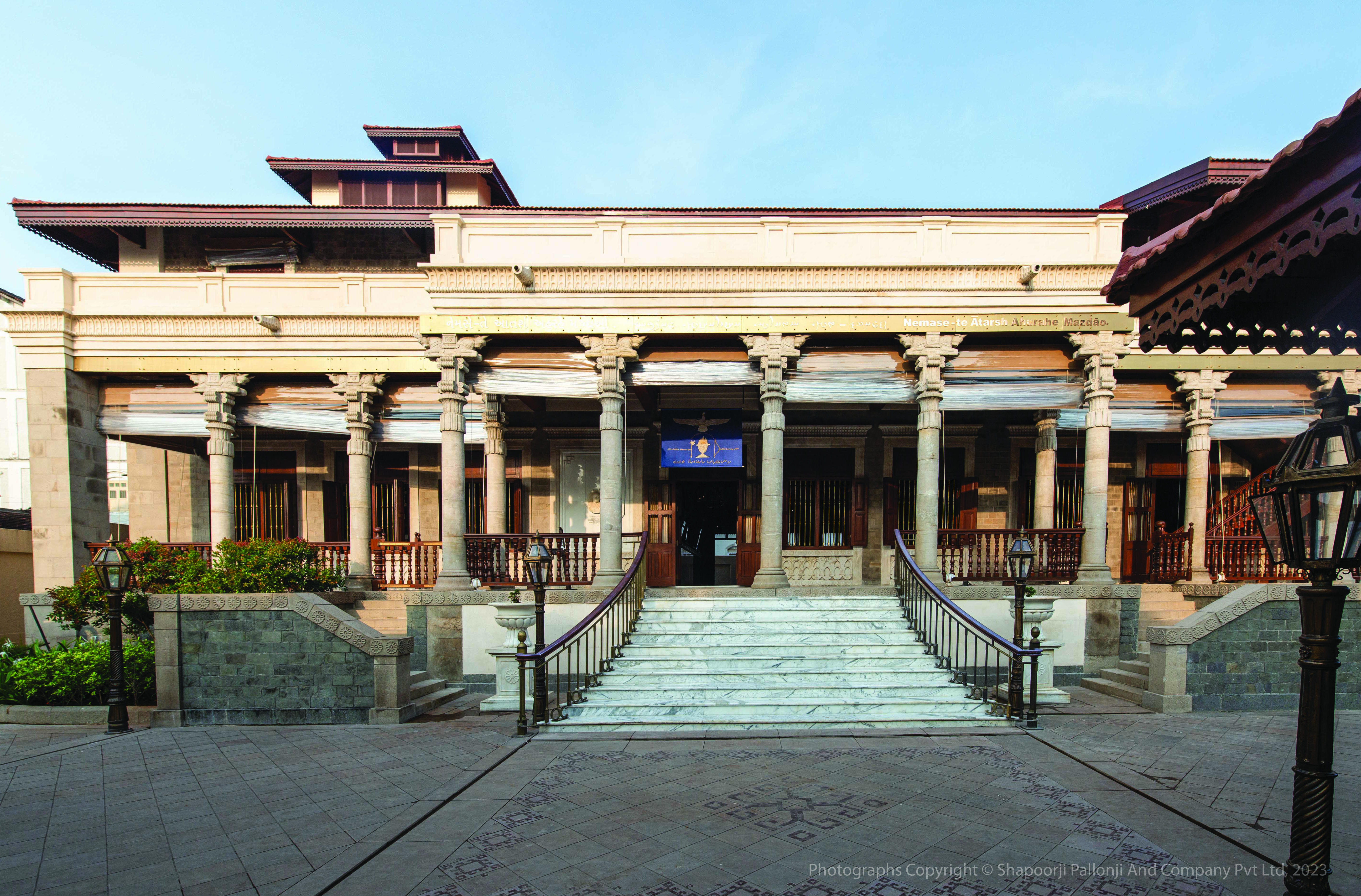
Íránšáh Átaš Bahrám, ohňový chrám v Udvadu, Gudžarát, Indie

V současnosti je počet vyznavačů zoroastrismu nízký, což je způsobeno dlouhým pronásledováním a postupnou konverzí k islámu. Odhaduje se, že na světě žije mezi 124 000 a 190 000 zoroastristů. Z toho však většina nežije v Íránu, ale v Indii, kam emigrovali po pádu Sásanovské říše a kde jsou známí jako Pársové. V původní vlasti Íránu žijí ve městech Teherán, Jazd, Kermán a Kermánšáh, kde mluví zvláštním dialektem perštiny, a ve střední Asii. Komunity zoroastristů existují i v Pákistánu, Severní Americe a Austrálii.